# Eleição municipal de Jaú em 2012
A eleição municipal de Jaú em 2012 ocorreu no dia 7 de outubro de 2012 elegendo assim um prefeito, um vice-prefeito e 17 vereadores no município de Jaú, que apresenta hoje cerca de 141.703 habitantes no Estado de São Paulo, no Brasil. As 18:45 do dia 7 de outubro de 2012, Rafael Agostini, do PT, foi eleito com 59,31% dos votos válidos, disputando com Dr. Osvaldo (PV), Carlos Ramos (PPL), Zuca (PSDB) e Professor Lauro (PSOL). O vice prefeito de Rafael Agostini é Sigefredo Griso, que antes de se tornar político era engenheiro (PMDB).
O pleito em Jaú foi parte das eleições municipais nas unidades federativas do Brasil. O PT, elegeu no ano de 2012 cerca de 635 prefeitos em todo o país, ganhando assim 77 prefeituras comparado ao ano de 2008
Os 17 vereadores eleitos do Município de Jaú disputaram com 231 candidatos ao cargo. O vereador mais votado foi Fernando Frederico, que conseguiu 3.414 votos (4,83% dos votos válidos).

## Antecedentes
Na eleição municipal de 2008, o candidato Rafael Agostini, do PT, perdeu as eleições para prefeito para o candidato do PV, Dr. Osvaldo, em turno único. A vantagem de votos do primeiro para o segundo colocado foi somente de 282 votos, dando indícios de uma vitória no ano de 2012. O prefeitável do PV foi eleito no ano de 2008 com 37,20% dos votos computados. Antes de se candidatar a prefeito de Jaú, Osvaldo era cirurgião geral na Santa Casa.

## Eleitorado
Na eleição de 2012, o número de jauenses que concluíram seus votos foram 79.827, o que correspondia a 67,14% da população da cidade.

## Candidatos
Cinco candidatos concorreram à prefeitura de Jaú em 2012: Rafael Agostini do PT, Dr. Osvaldo do PV, Carlos Ramos do PPL, Zuca do PSDB e Professor Lauro do PSOL. Sheila, do PMN, renunciou à candidatura.
| N.º | Candidato(a)    | Vice               | Partido | Coligação                                                        |
| --- | --------------- | ------------------ | ------- | ---------------------------------------------------------------- |
| 13  | Rafael Agostini | Sigefredo Griso    | PT      | "O futuro é agora" (PRB/PP/PDT/PT/PMDB/PSL/PSC/PR/PHS/PSD/PCdoB) |
| 43  | Dr. Osvaldo     | Ana Maria Sachetto | PV      | "Jaú sustentável" (PTB/PTN/DEM/PRTB/PTC/PV/PTdoB)                |
| 45  | Zuca            | Dr. Jamil          | PSDB    | "Renovação com experiência" (PPS/PSDB)                           |
| 50  | Professor Lauro | Luana              | PSOL    | partido isolado                                                  |
| 54  | Carlos Ramos    | Antenor Zago       | PPL     | "Jaú merece mais" (PSB/PPL)                                      |

## Campanha
Na campanha de Rafael Agostini, o petista criticou principalmente a até então administração do prefeito Dr. Osvaldo nos postos de saúde do município de Jaú. A crítica se deve ao contrato de serviços médicos da cidade de Ribeirão Preto, por cerca de 2 milhões de reais. A principal campanha de Rafael Agostini para as eleições de 2012 foi voltada à saúde de Jaú. O atual prefeito contou com o apoio do ex-presidente da república Luiz Inácio Lula da Silva em seu vídeo de campanha. O prefeito assumiu a prefeitura com um déficit de 86 milhões de reais e com cerca de 3 mil funcionários públicos sem receber.

## Resultados

### Prefeito
No dia 7 de outubro, Rafael Agostini foi eleito com 59,31% dos votos válidos.
| Candidato(a)           | Vice                     | 1º Turno 7 de outubro de 2012 | 1º Turno 7 de outubro de 2012 |
| Candidato(a)           | Vice                     | Votação                       | Votação                       |
|                        |                          | Total                         | Porcentagem                   |
| ---------------------- | ------------------------ | ----------------------------- | ----------------------------- |
| Rafael Agostini (PT)   | Sigefredo Griso (PMDB)   | 42.982                        | 59,31%                        |
| Dr. Osvaldo (PV)       | Ana Maria Sachetto (PTB) | 12.915                        | 17,82%                        |
| Carlos Ramos (PPL)     | Antenor Zago (PPL)       | 8.734                         | 12,05%                        |
| Zuca (PSDB)            | Dr. Jamil (PPS)          | 7.468                         | 10,30%                        |
| Prof. Lauro (PSOL)     | Luana (PSOL)             | 372                           | 0,51%                         |
| Total de votos válidos | Total de votos válidos   | 72.471                        | 90,79%                        |
| Votos em branco        | Votos em branco          | 3.170                         | 3,97%                         |
| Votos nulos            | Votos nulos              | 4.186                         | 5,24%                         |
| Total                  | Total                    | 79,827                        | 100%                          |
| Abstenções             | Abstenções               | 15.833                        | 16,55%                        |
| Votos apurados         | Votos apurados           | 79,827                        | 100%                          |
| Total de eleitores     | Total de eleitores       | 95.660                        | 100%                          |

### Vereador
Dezessete (17) vereadores foram eleitos no ano de 2012 em Jaú, (10) pertenciam à coligação de Rafael Agostini. Dos (17) eleitos a vereador, somente 1 é mulher. O vereador que mais recebeu votos foi Fernando Frederico (PMDB), que teve 3.414 votos. Hoje no Brasil, o partido que mais tem vereadores é o PMDB, com 7943 vereadores, seguido de PSDB (5250) e PT (5181).
| Resultado da eleição para a Câmara Municipal de Jaú em 2012 por candidato | Resultado da eleição para a Câmara Municipal de Jaú em 2012 por candidato | Resultado da eleição para a Câmara Municipal de Jaú em 2012 por candidato | Resultado da eleição para a Câmara Municipal de Jaú em 2012 por candidato | Resultado da eleição para a Câmara Municipal de Jaú em 2012 por candidato | Resultado da eleição para a Câmara Municipal de Jaú em 2012 por candidato |
| Candidato                                                                 | Número                                                                    | Partido                                                                   | Votos                                                                     | Porcentagem                                                               |                                                                           |
| ------------------------------------------------------------------------- | ------------------------------------------------------------------------- | ------------------------------------------------------------------------- | ------------------------------------------------------------------------- | ------------------------------------------------------------------------- | ------------------------------------------------------------------------- |
| Fernando Frederico                                                        | 15000                                                                     | PMDB                                                                      | 3.414                                                                     | 4,83%                                                                     |                                                                           |
| Fernando Barbieri                                                         | 13123                                                                     | PT                                                                        | 1.771                                                                     | 2,51%                                                                     |                                                                           |
| João Carlos Toledo                                                        | 13666                                                                     | PT                                                                        | 1.694                                                                     | 2,40%                                                                     |                                                                           |
| Tito Coló                                                                 | 45456                                                                     | PSDB                                                                      | 1.674                                                                     | 2,37%                                                                     |                                                                           |
| Paulo Gambarini                                                           | 45611                                                                     | PSDB                                                                      | 1658                                                                      | 2,35%                                                                     |                                                                           |
| Lampião                                                                   | 43333                                                                     | PV                                                                        | 1.640                                                                     | 2,32%                                                                     |                                                                           |
| Dr. Segura                                                                | 14444                                                                     | PTB                                                                       | 1.610                                                                     | 2,28%                                                                     |                                                                           |
| Gilberto Vicente                                                          | 11234                                                                     | PP                                                                        | 1.521                                                                     | 2,15%                                                                     |                                                                           |
| Vanucci                                                                   | 13111                                                                     | PT                                                                        | 1.431                                                                     | 2,02%                                                                     |                                                                           |
| Lucas Flores                                                              | 13000                                                                     | PT                                                                        | 1.303                                                                     | 1,84%                                                                     |                                                                           |
| Fábio do Sus                                                              | 45123                                                                     | PSDB                                                                      | 1.232                                                                     | 1,74%                                                                     |                                                                           |
| Fernandão                                                                 | 13222                                                                     | PT                                                                        | 1.121                                                                     | 1,59%                                                                     |                                                                           |
| Cléo Furquim                                                              | 15555                                                                     | PMDB                                                                      | 1.108                                                                     | 1,57%                                                                     |                                                                           |
| Ronaldo Formigão                                                          | 25555                                                                     | DEM                                                                       | 940                                                                       | 1,33%                                                                     |                                                                           |
| Wagner Brasil Pupu                                                        | 25222                                                                     | DEM                                                                       | 924                                                                       | 1,31%                                                                     |                                                                           |
| Marcio Cesarino                                                           | 20123                                                                     | PSC                                                                       | 872                                                                       | 1,23%                                                                     |                                                                           |
| Professor Charles Sartori                                                 | 15777                                                                     | PMDB                                                                      | 836                                                                       | 1,18%                                                                     |                                                                           |

| Votos nominais   | Votos nominais   | 63.335 | 91,75% |
| Votos em legenda | Votos em legenda | 5.961  | 8,25%  |
| Votos válidos    | Votos válidos    | 70.669 | 88,53% |
| Votos nulos      | Votos nulos      | 4.695  | 5,88%  |
| Votos em branco  | Votos em branco  | 4.463  | 5,59%  |
| Total            | Total            | 79.853 | 100%   |
| ---------------- | ---------------- | ------ | ------ |

## Análises
A vitória de Rafael Agostini, foi a primeira vitória do PT na cidade de Jaú. Quando Rafael ganhou, os integrantes do PT comemoraram muito na Rua Quintino Bocaiuva em Jaú. O discurso foi rápido e deu a entender que o atual prefeito tinha planos para conter a crise em seu mandato. Em seu discurso também, o atual prefeito lembrou de quando perder por 200 votos para o ex-prefeito Dr. Osvaldo. Rafael ainda respondeu à vaias em sua comemoração: "Não quero que façam a ninguém o que fizeram com a gente".